# Раба, Хуан Пабло
Хуан Пабло Раба (исп. Juan Pablo Raba) — колумбийский актёр.

## Биография
Родился в Колумбии, рос в Аргентине и Испании. Назван в честь деда Хуана и двоюродного брата Пабло.
Получил образование в академии «Actuemos». Также, посещал несколько мастерских актёрского мастерства (Taller De Creacion De Personaje», Taller de Actuacion, Taller de Expresion Corporal), где его учили пластике тела и работой над созданием вымышленного образа.

## Карьера
В России известен, прежде всего, по роли Орестеса в теленовелле «Моя прекрасная толстушка» (один из немногих венесуэльских проектов актера; в основном он снимается в колумбийском кино). Также, Хуан снимался в таких сериалах, как «Нарко», «Агенты «Щ.И.Т.»» и «Шесть».
В 2017 году на экраны вышел криминальный триллер «Выстрел в пустоту» с Николаем Костер-Вальдау, в котором Хуан исполнил роль Германа Гомеса, главаря банды «Sureños», в 2018 году – остросюжетный боевик «Багровая мята» с Дженнифер Гарнер, в котором Хуан сыграл Диего Гарсию.
В феврале 2021 года в российский прокат вышел экшн-триллер «Заступник» при участии актера. Главную роль в фильме исполнил Лиам Нисон.

## Личная жизнь
В 2001 году начал встречаться телеведущей и моделью Моникой Патрисией Фонсека Дельгадильо. 8 августа 2001 года в США в штате Майами они поженились и у них родился сын, Хоакин Раба Фонсека 2009 года..

## Фильмография
| Год       | Русское название                      | Оригинальное название               | Персонаж                              | Страна                |
| --------- | ------------------------------------- | ----------------------------------- | ------------------------------------- | --------------------- |
| 1998      | Любовь в форме                        | Amor en forma                       | Эдуардо                               | Колумбия              |
| 2000      | Королева королев                      | La reina de Queens                  | Андрес Васкес                         | Колумбия              |
| 2001      | Да здравствует Пепа!                  | Viva la Pepa                        | Луис Анхель Пердомо                   | Венесуэла             |
| 2001      | Моя ненаглядная девочка               | La Niña de mis ojos                 | Алехандро Рондон                      | Венесуэла             |
| 2002—2003 | Моя прекрасная толстушка              | Mi gorda bella                      | Орестес Вильянуэва Меркури            | Венесуэла             |
| 2004      | Сумасбродная Анастасия                | Estrambótica Anastasia              | Аурелиано Паз                         | Венесуэла             |
| 2005      | Ради любви Глории                     | Por amor a Gloria                   | Эстебан Марин Посада                  | Колумбия              |
| 2006      | Кольцо компромиссов                   | Anillo de compromiso                | Феде                                  | Колумбия              |
| 2006      | Незамужняя и без договоренности       | Soltera y sin compromiso            | Хайме Вильяльба                       | Венесуэла             |
| 2006      | Объявляю вас мужем и женой            | Y los declaro marido y mujer        | Хуан Андрес Гутьерес                  | Венесуэла             |
| 2007      | Девственная бабушка                   | Una abuela virgen                   | Карлос                                | Венесуэла             |
| 2007—2009 | В последний момент                    | Tiempo final                        |                                       | Колумбия              |
| 2007      | Ни такие длинные... ни такие короткие | Ni tan largos… ni tan cortos        | Карлос                                | Венесуэла             |
| 2007      | Чистые драгоценности                  | Puras joyitas                       | Биготе                                | Венесуэла             |
| 2007      | Крутой поворот любви                  | Sobregiro de amor                   | Мартин Монсальве                      | Колумбия              |
| 2008      | Картель жаб                           | El cartel de los sapos              | Пирулито                              | Колумбия              |
| 2009      | Сознание                              | Mental                              | Рэй Эрнандес                          | США, Канада, Колумбия |
| 2010      | Клон                                  | El Clon                             | Саид Хашим                            | Колумбия, США         |
| 2010      | Брутальные джентльмены                | Los caballeros las prefieren brutas | Алехандро Ботеро                      | Колумбия              |
| 2015      | Нарко                                 | Narcos                              | Густаво Гавириа                       | США                   |
| 2015      | Агенты «Щ.И.Т.»                       | Agents of S.H.I.E.L.D.              | Джоуи                                 | США                   |
| 2017      | Шесть                                 | Six                                 | Рикки «Будда» Ортис                   | США                   |
| 2017      | Выстрел в пустоту                     | Shot Caller                         | Герман Гомес, главарь банды «Sureños» | США                   |
| 2018      | Операция «Шаровая молния»             | 7 Days in Entebbe                   | Жуан Пабло                            | Великобритания        |
| 2018      | Багровая мята                         | Peppermint                          | Диего Гарсия                          | США                   |
| 2018      | Арестант no name                      | Imprisoned                          | Дилан Берк                            | США                   |
| 2021      | Заступник                             | The Marksman                        | Маурисио                              | США                   |
| 2023      | Телохранитель на фрилансе             | Freelance                           | Президент Венегас                     | США                   |